# 本町 (川口市)
本町（ほんちょう）は、埼玉県川口市の町名。現行行政地名は本町一丁目から本町四丁目。住居表示実施地区。郵便番号は332-0012。

## 地理
埼玉県川口市南部に位置する。中央地区にあたる。
1933年の横曽根村、南平柳村、青木村の合併事業時の住居表示実施が行われた時を境に一丁目から三丁目があった本町に新しく四丁目までの区域ができ、現在ではその区域の中でも四丁目は川口駅に隣接しており、規模が大きい。また、西は川口駅、東は川口元郷駅と駅に挟まれている。
本町は、本町一丁目を中心として江戸時代から「川口宿」として栄え、古くから川口の中心市街となっており、川口市立本町小学校が本町二丁目に所在している。本町四丁目を中心として現在に至るまで商業地であり、そのため町並みは岩槻街道に沿って戦前からの住居や商家の風景に特徴がありながら、近辺の交通の発展によって再開発事業が進み、超高層マンションも多く見られる。

### 河川
- 芝川

### 地価
住宅地の地価は2022年（令和4年）1月1日の公示地価によれば本町3-8-12の地点で49万3000円/m2となっている。

## 歴史

### 地名の由来
宿場町においてその宿場が所在していた町に「本町」の名が付けられることが多く、川口市本町も川口宿が所在した地であり、その一例となっている。歴史的にみると、現在の川口市立南中学校や川口市立舟戸小学校付近の本町一丁目が川口発祥の地として江戸時代から宿場の中心となっていた。現在の新荒川大橋が建設される前は、川口と赤羽の間に渡船が往来していた。
しかし、鉄道が開通し川口駅が開設された後は、次第に川口駅に近い本町四丁目や栄町三丁目が川口の中心部となり、現在の本町一丁目には過去の繁栄を感じさせる商店が残存しているものの、住宅地のようになっている。ただし川口の行政において、旧川口町役場は本町ではなく栄町三丁目における現在の栄町公民館に所在していた。現在の川口市役所は、旧青木村域に設置されている。

### 沿革
- 1916年（大正5年） - 川口町の一部から本町一丁目〜三丁目（住居表示無）が成立[6]。
- 1933年（昭和8年）4月1日 - 川口町、青木村、横曽根村、南平柳村を合併し、川口市が発足、川口市の町名となる。
- 1935年（昭和10年） - 地区の再編成を実施、本町一丁目〜四丁目（住居表示無）が成立[6]。
- 1971年（昭和46年）1月1日 - 住居表示実施に伴い、本町一丁目〜四丁目（住居表示無）と元郷二丁目の一部から本町一丁目〜四丁目が成立[6]。また、本町一丁目の一部が舟戸町の一部となる。

### 町名の変遷
| 実施後     | 実施年月日 | 実施前                                                         |
| ---------- | ---------- | -------------------------------------------------------------- |
| 本町一丁目 | 1935年     | 旧・本町一・二・三丁目、栄町一・二丁目、栄町南三丁目、大字元郷 |
| 本町二丁目 | 1935年     | 旧・本町一・二・三丁目、栄町一・二丁目、栄町南三丁目、大字元郷 |
| 本町三丁目 | 1935年     | 旧・本町一・二・三丁目、栄町一・二丁目、栄町南三丁目、大字元郷 |
| 本町四丁目 | 1935年     | 旧・本町一・二・三丁目、栄町一・二丁目、栄町南三丁目、大字元郷 |

※変遷の一部を省略

## 世帯数と人口
2018年（平成30年）3月1日現在の世帯数と人口は以下の通りである。
| 丁目       | 世帯数    | 人口     |
| ---------- | --------- | -------- |
| 本町一丁目 | 1,125世帯 | 2,040人  |
| 本町二丁目 | 1,477世帯 | 3,155人  |
| 本町三丁目 | 1,462世帯 | 2,976人  |
| 本町四丁目 | 2,266世帯 | 4,495人  |
| 計         | 6,330世帯 | 12,666人 |

## 小・中学校の学区
市立小・中学校に通う場合、学区（校区）は以下の通りとなる。
| 丁目       | 番地 | 小学校             | 中学校           |
| ---------- | ---- | ------------------ | ---------------- |
| 本町一丁目 | 全域 | 川口市立舟戸小学校 | 川口市立南中学校 |
| 本町二丁目 | 全域 | 川口市立本町小学校 | 川口市立南中学校 |
| 本町三丁目 | 全域 | 川口市立本町小学校 | 川口市立南中学校 |
| 本町四丁目 | 全域 | 川口市立本町小学校 | 川口市立南中学校 |

## 交通

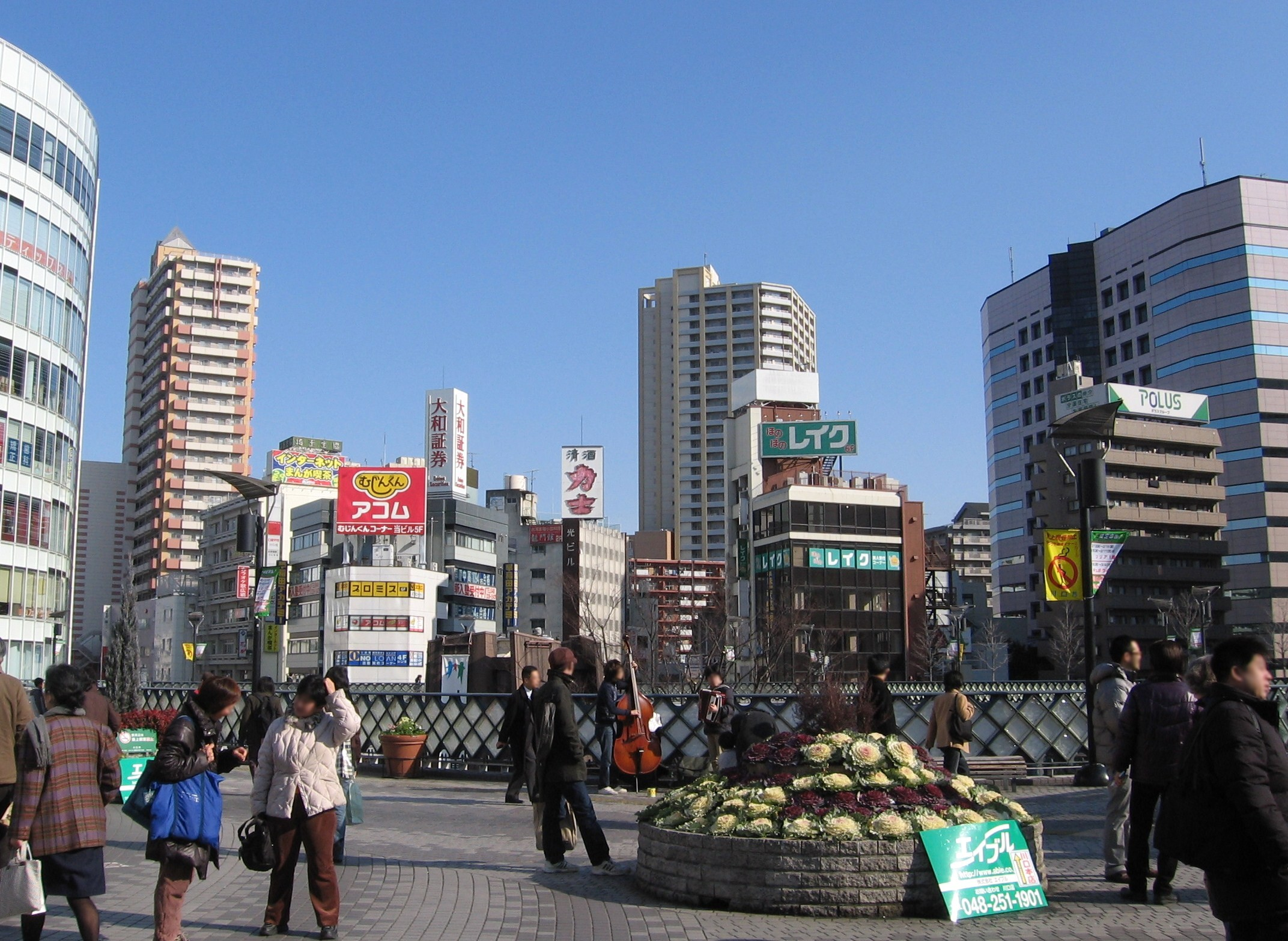
川口駅前・本町4丁目のビル街

### 鉄道
- JR東日本京浜東北線 ■川口駅 - 東口の南側周辺が本町四丁目にあたる。（所在地：川口市栄町）

### 道路
- 国道122号（岩槻街道）
- 埼玉県道89号川口停車場線（産業道路/本町大通り）
- 埼玉県道332号根岸本町線

## 施設
- 川口市立文化財センター
- 川口市消防局南消防署
- 川口郵便局
- 川口市立本町小学校
- 川口市立本町保育所
- 彩の実保育園
- うぃず 川口本町保育園
- 川口きらら保育園
- キャメリアタワー川口
- 本町2丁目公園
- 本三公園
- 本町公園
- 鎌倉橋記念緑地
- 本町一丁目緑地
- 川口不動尊
- 真言宗智山派 錫杖寺
- カトリック川口教会
- 芝川排水機場